# Малый Бачат
Малый Бачат (в верховье Черновой Бачат) — река в Кемеровской области России. Левый приток Бачата (Большого Бачата). Длина реки составляет 60 км, площадь водосборного бассейна 805 км².
Для нужд Гурьевского металлургического завода южнее города Гурьевск на реке создано Гурьевское водохранилище.

## Притоки
(км от устья)
- 9 км: Салаирка (пр)
- 35 км: Салаирчик (лв)
- 39 км: Талмовая
- Милкова
- Очеева
- Чибильчиха
- 49 км: Кубалда
- Берёзовый Ключ
- Тарбаганиха
- Столовка

## Данные водного реестра
По данным государственного водного реестра России относится к Верхнеобскому бассейновому округу, водохозяйственный участок реки — Иня, речной подбассейн реки — бассейны притоков (Верхней) Оби до впадения Томи. Речной бассейн реки — (Верхняя) Обь до впадения Иртыша.